# Objaw Sterlinga
Objaw Sterlinga (objaw/odruch Sterlinga-Rosnera, górny objaw Rossolimo) – objaw neurologiczny z grupy objawów piramidowych, bardzo zbliżony do objawu Trömnera. Polega na nagłym i szybkim zgięciu dłoniowym palców swobodnie zwisającej ręki badanego po raptownym i sprężystym uderzeniu opuszkami ręki badającego w opuszki palców badanego.
Objaw opisał jako pierwszy polski neurolog Władysław Sterling w 1926 roku, a w 1935 roku niezależnie od niego jugosłowiański neurolog Rudolf Rosner.